# San Marino régenskapitányainak listája 2001–2100

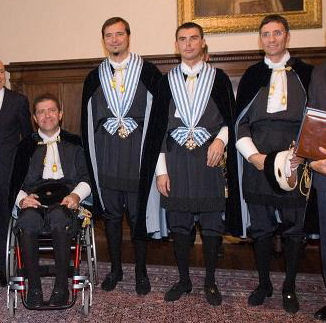
Korábbi régenskapitányok

A régenskapitányok (Capitani Reggenti) San Marino elöljárói, akiket hathavonként választ meg az Általános Nagytanács (Grand and General Council). A páros ezután állam- és kormányfőként is szolgál. A régenseket általában szemben álló pártok soraiból választják. Hat hónapig szolgálnak, beiktatásukra minden év április 1-jén és október 1-jén kerül sor.
A kétszemélyes kormányfő intézménye közvetlenül visszavezethető az Római Köztársaság gyakorlatához, amely az Ókori Róma konzuli rendszerét vette át.
| Év   | Szemeszter | Régenskapitány             | Régenskapitány             |
| ---- | ---------- | -------------------------- | -------------------------- |
| 2001 | április    | Luigi Lonfernini           | Fabio Berardi              |
| 2001 | október    | Alberto Cecchetti          | Gino Giovagnoli            |
| 2002 | április    | Antonio Lazzaro Volpinari  | Giovanni Francesco Ugolini |
| 2002 | október    | Mauro Chiaruzzi            | Giuseppe Maria Morganti    |
| 2003 | április    | Pier Marino Menicucci      | Giovanni Giannoni          |
| 2003 | október    | Giovanni Lonfernini        | Valeria Ciavatta           |
| 2004 | április    | Paolo Bollini              | Marino Riccardi            |
| 2004 | október    | Giuseppe Arzilli           | Roberto Raschi             |
| 2005 | április    | Fausta Morganti            | Cesare Gasperoni           |
| 2005 | október    | Claudio Muccioli           | Antonello Bacciocchi       |
| 2006 | április    | Gianfranco Terenzi         | Loris Francini             |
| 2006 | október    | Antonio Carattoni          | Roberto Giorgetti          |
| 2007 | április    | Alessandro Mancini         | Alessandro Rossi           |
| 2007 | október    | Mirko Tomassoni            | Alberto Selva              |
| 2008 | április    | Rosa Zafferani             | Federico Pedini Amati      |
| 2008 | október    | Ernesto Benedettini        | Assunta Meloni             |
| 2009 | április    | Oscar Mina                 | Massimo Cenci              |
| 2009 | október    | Stefano Palmieri           | Francesco Mussoni          |
| 2010 | április    | Marco Conti                | Glauco Sansovini           |
| 2010 | október    | Giovanni Francesco Ugolini | Andrea Zafferani           |
| 2011 | április    | Maria Luisa Berti          | Filippo Tamagnini          |
| 2011 | október    | Gabriele Gatti             | Matteo Fiorini             |
| 2012 | április    | Italo Righi                | Maurizio Rattini           |
| 2012 | október    | Teodoro Lonfernini         | Denise Bronzetti           |
| 2013 | április    | Antonella Mularoni         | Denis Amici                |
| 2013 | október    | Anna Maria Muccioli        | Gian Carlo Capicchioni     |
| 2014 | április    | Valeria Ciavatta           | Luca Beccari               |
| 2014 | október    | Gian Franco Terenzi        | Guerrino Zanotti           |
| 2015 | április    | Andrea Belluzzi            | Roberto Venturini          |
| 2015 | október    | Lorella Stefanelli         | Nicola Renzi               |
| 2016 | április    | Gian Nicola Berti          | Massimo Andrea Ugolini     |
| 2016 | október    | Marino Riccardi            | Fabio Berardi              |
| 2017 | április    | Mimma Zavoli               | Vanessa D'Ambrosio         |
| 2017 | október    | Enrico Carattoni           | Matteo Fiorini             |
| 2018 | április    | Stefano Palmieri           | Matteo Ciacci              |
| 2018 | október    | Mirko Tomassoni            | Luca Santolini             |
| 2019 | április    | Nicola Selva               | Michele Muratori           |
| 2019 | október    | Luca Boschi                | Mariella Mularoni          |
| 2020 | április    | Alessandro Mancini         | Grazia Zafferani           |
| 2020 | október    | Alessandro Cardelli        | Mirko Dolcini              |
| 2021 | április    | Gian Carlo Venturini       | Marco Nicolini             |
| 2021 | október    | Francesco Mussoni          | Giacomo Simoncini          |
| 2022 | április    | Oscar Mina                 | Paolo Rondelli             |
| 2022 | október    | Maria Luisa Berti          | Manuel Ciavatta            |
| 2023 | április    | Alessandro Scarano         | Adele Tonnini              |
| 2023 | október    | Filippo Tamagnini          | Gaetano Troina             |
| 2024 | április    | Alessandro Rossi           | Milena Gasperoni           |
| 2024 | október    | Francesca Civerchia        | Dalibor Riccardi           |
| 2025 | április    | Denise Bronzetti           | Italo Righi                |

## További cikkek
- San Marino
- San Marino régenskapitányainak listája 1901–2000
- San Marino régenskapitányainak listája 1701–1900
- San Marino régenskapitányainak listája 1501–1700
- San Marino régenskapitányainak listája 1243–1500